# Idin Samimi Mofakham
Idin Samimi Mofakham (1982) is een Iraans componist en muzikant.

## Opleiding
Samimi Mofakham studeerde muziek in Armenië. Hij behaalde een masterdiploma in muziektheorie en compositie aan het Komitas-staatsconservatorium in Yerevan.

## Loopbaan
Samimi Mofakham is een componist die op hedendaagse wijze aan de slag gaat met tradionele muziek en volksmuziek uit Iran. 
In 2013 richtte Samimi Mofakham samen met zijn vrouw, de Poolse componiste Martyna KoseckaIdin, het Spectro Centre for New Music op. Hij is tevens mede-oprichter en artistiek adviseur van de Contemporary music Circle of Tehran Modern Art Museum. Hij werkt sinds 2015 samen met het Tehran Contemporary Music Festival, het enige internationale muziekfestival in Iran dat focust op hedendaagse en experimentele muziek. Samimi Mofakham is lid van de Iranian Society of Composers. 
Als academicus richtte hij mee het departement voor compositie en muziektheorie aan de University of Applied Science and Technology in Teheran op. Samimi Mofakham was ook gastdocent bij verschillende opleidingen buiten Iran, zoals onder meer bij het Central Conservatory of Music Beijing in China, de Hochschule für Musik Carl Maria von Weber in Duitsland, de Academy of Music in Krakau (Polen) en de Universität für Musik und Darstellende Kunst Graz in Oostenrijk.
Hij was als componist in residentie te gast bij verschillende internationale festivals en organisaties, zoals IMPULS (Oostenrijk), Convergence (Georgië), LUCA – campus Lemmensinstituut (België), Ostrava Days and NODO (Tsjechië), MUSICACOUSTICA-BEIJING (China) en International Festival of Symphonic Music in Tashkent (Uzbekistan). 
De composities van Samimi Mofakham worden wereldwijd gespeeld en opgenomen door verschillende ensembles. In Iran werkte hij voornamelijk samen met het Nivak Ensemble en het Nilper Orchestra. Buiten Iran werkte hij samen met onder andere Klangforum Wien, S.E.M Ensemble, HERMESensemble, Omnibus Ensemble, AuditivVokal Dresden, Momenta Quartet, IAMA Trio, Ostravská Banda, Stockholm Saxophone Quartet en Xelmya Trio.